# رونالد لي جيلمان
رونالد لي جيلمان (بالإنجليزية: Ronald Lee Gilman) هو قاضي أمريكي، ولد في 16 أكتوبر 1942 في ممفيس في الولايات المتحدة.

## وصلات خارجية
- رونالد لي جيلمان على موقع إن إن دي بي (الإنجليزية)